# Лімерик (Мен)
Лімерик (англ. Limerick) — місто (англ. town) в США, в окрузі Йорк штату Мен. Населення — 3188 осіб (2020).

## Демографія
Згідно з переписом 2010 року, у місті мешкали 2892 особи в 1100 домогосподарствах у складі 803 родин. Було 1569 помешкань
Расовий склад населення:
| - 97,3 % — білих - 0,6 % — корінних американців - 0,3 % — чорних або афроамериканців - 0,2 % — азіатів |

До двох чи більше рас належало 1,5 %. Частка іспаномовних становила 1,0 % від усіх жителів.
За віковим діапазоном населення розподілялося таким чином: 25,0 % — особи молодші 18 років, 63,9 % — особи у віці 18—64 років, 11,1 % — особи у віці 65 років та старші. Медіана віку мешканця становила 39,4 року. На 100 осіб жіночої статі у місті припадало 100,8 чоловіків;  на 100 жінок у віці від 18 років та старших — 100,2 чоловіків також старших 18 років.
Середній дохід на одне домашнє господарство  становив 59 677 доларів США (медіана — 53 257), а середній дохід на одну сім'ю — 66 191 долар (медіана — 58 314). Медіана доходів становила 48 867 доларів для чоловіків та 40 000 доларів для жінок. За межею бідності перебувало 16,6 % осіб, у тому числі 26,4 % дітей у віці до 18 років та 5,7 % осіб у віці 65 років та старших.
Цивільне працевлаштоване населення становило 1321 особа. Основні галузі зайнятості: освіта, охорона здоров'я та соціальна допомога — 24,8 %, роздрібна торгівля — 15,1 %, виробництво — 9,0 %, будівництво — 8,9 %.